# Schizoretepora calveti
Schizoretepora calveti är en mossdjursart som beskrevs av Jean-Loup d'Hondt 1975. Schizoretepora calveti ingår i släktet Schizoretepora och familjen Phidoloporidae. Inga underarter finns listade i Catalogue of Life.